# 摄政桥

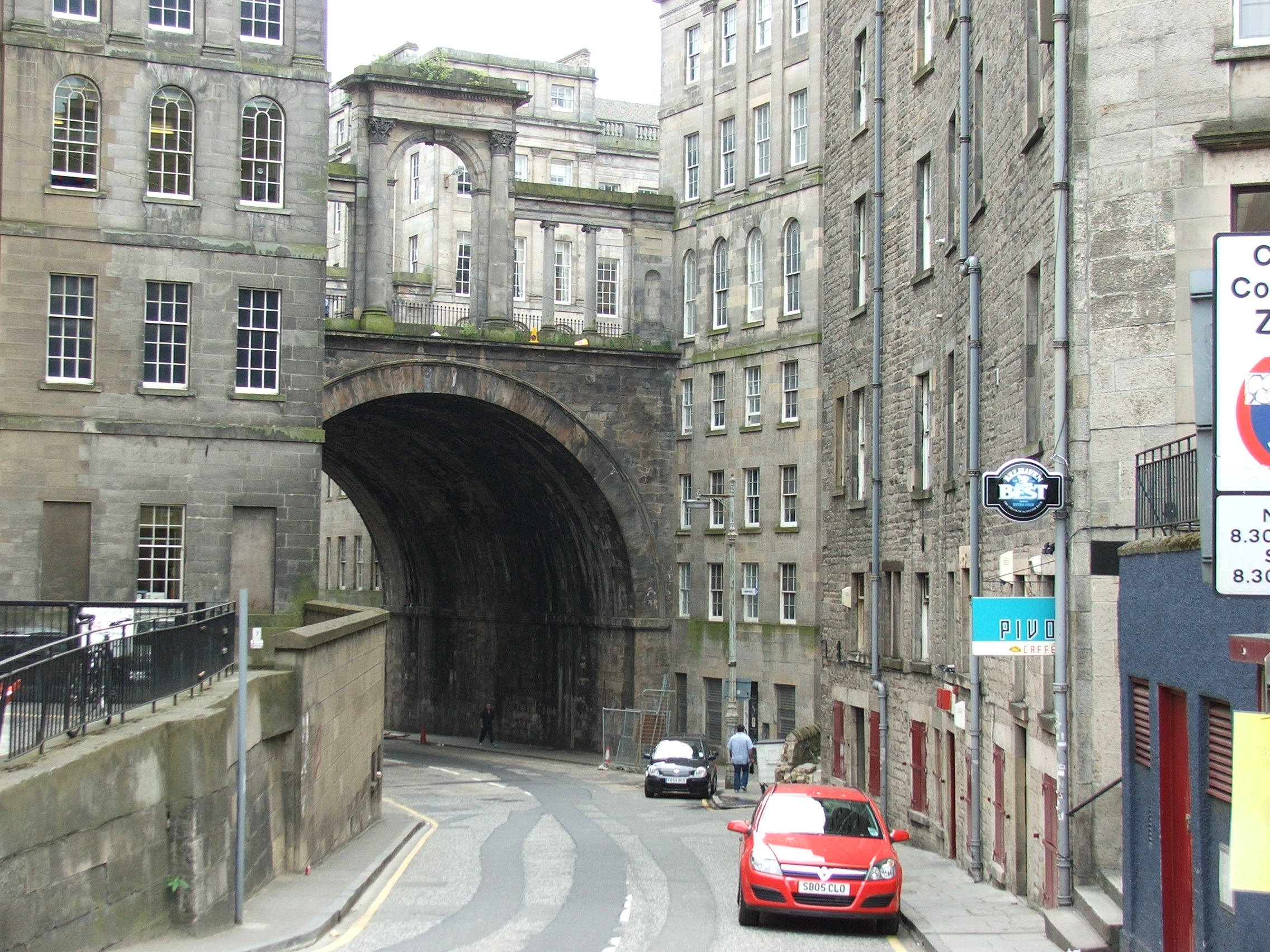

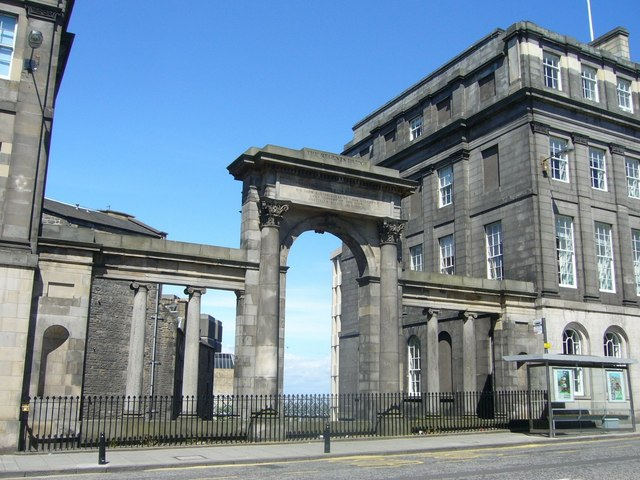

摄政桥（英語：Regent Bridge）是苏格兰爱丁堡的一座公路桥，A1公路从东面进入爱丁堡新城，在此跨越卡尔顿山附近的一个山谷。这座桥建于19世纪，新古典主义风格，当时中世纪的爱丁堡旧城现代化，并向北和东扩展。

## 历史

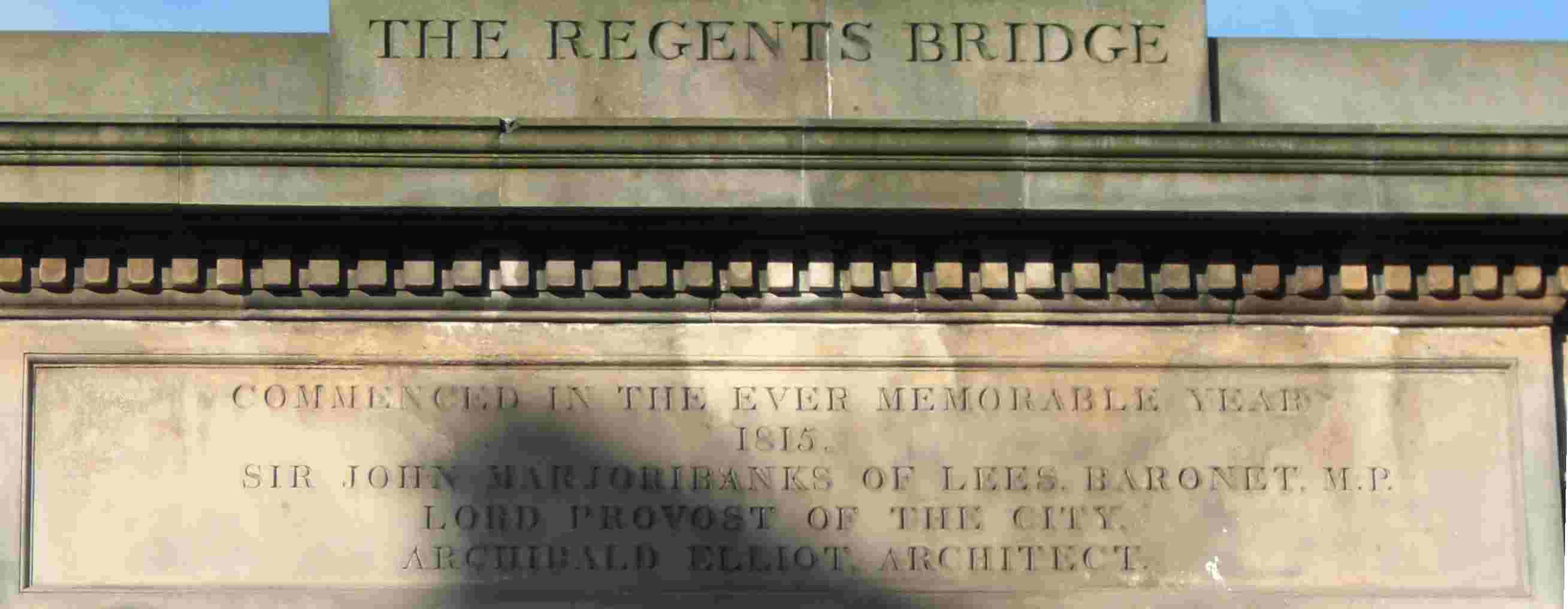

在十九世纪初，由大伦敦路访问爱丁堡很不方便，长期以来一直是一个遗憾的主题。从南面进入城市的路线，要穿过狭窄和不方便的街道，这种方式与该地的优雅颇不相称。然而，在1814年，有了一个宏伟的入口，从卡尔顿山到王子街，跨越称为下卡尔顿的深谷，当时那里都是破旧的街道。为了连接卡尔顿山与王子街，所有这些街道都被清除，一个典雅的拱桥，称为摄政桥，跨越这道深谷，使得从卡尔顿山到王子街变得容易和舒适。

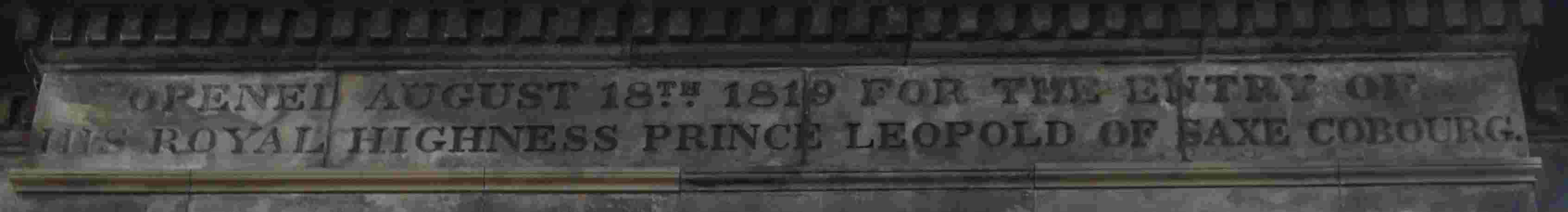

1813年，当时的爱丁堡市长约翰·马里约兰斯爵士恢复了在卡尔顿山山坡上修建一个监狱的计划。 为了到达那里，并缩短通往东洛锡安和英格兰的路，1814年3月1日，他提出计划建立摄政桥，预计花费约2万英镑，由工程师罗伯特·史蒂文森进行可行性研究， 该项目被接受，由Archibald Elliot设计。在罗伯特·史蒂文森的指导下，于1816年开工建造，于1819年完成。 这是一座希腊复兴建筑。拱是半圆形，宽50英尺（15.24米）。由于地面倾斜，它的北面高45英尺（13.716米），但在南边高64英尺2英寸（19.558米）。  两边的拱门由优雅的科林斯柱支持。这条沿着桥的街道称为滑铁卢坊（Waterloo Place），因为它开辟于滑铁卢战役的那一年。摄政桥于1819年8月18日正式揭幕，恰逢萨克森-科堡的利奥波德王子到爱丁堡访问期间。